# سیارک ۶۰۰۰۰
سیارک ۶۰۰۰۰ (به انگلیسی: 60000 Miminko، نامگذاری:1999TZ3) شصت هزارمین سیارک کشف شده‌است که در ۲ اکتبر ۱۹۹۹ کشف شد.